# Juana Manuela Torino
Juana Manuela Torino fue una patriota salteña que actuó durante la lucha librada en el norte de las Provincias Unidas del Río de la Plata contra los invasores realistas.

## Biografía
Juana Manuela Torino de Viana y Sánchez Zambrano nació alrededor de 1755 en la Ciudad de Salta, hija de Manuel Torino de Viana y Loza y de Ángela Sánchez Zambrano.
En 1768, muy joven aún, casó con el jujeño José Manuel de Acevedo y González, oidor del cabildo de Salta, hijo del español Miguel de Acevedo y de la salteña María Ignacia González y Gómez de Saravia.
El 25 de mayo de 1770 dio a luz a Manuel Antonio Acevedo, quien tras estudiar en el Colegio de Montserrat en la ciudad de Córdoba y en la Universidad de Córdoba se doctoró en ambos derechos el 30 de septiembre de 1793, fue ordenado sacerdote en 1795 siendo luego destinado al curato de Belén en Catamarca y al de Cachi en Salta.
Después de enviudar, Juana Manuela Torino contrajo nuevas nupcias con el comerciante español Mateo Gómez Zorrilla, también viudo, en su caso en dos oportunidades, natural de Quicisedo, Burgos, e hijo de Inocencio Gómez Zorrilla y de Ángela Martínez de la Peña.
Pese a su edad, tuvo con Gómez Zorrilla al menos tres hijos: Prudencio José, María Rosa y Mateo Ladislao Zorrilla Torino. Vivían en la casa construida en el siglo XVII y ubicada en la actual calle Caseros 776 al 790 de la ciudad de Salta.
Su marido era uno de los principales comerciantes y vecinos de la ciudad, ligado al comercio con la capital del Virreinato del Río de la Plata. En 1806 fue elegido diputado en Salta del Consulado de Buenos Aires.
Gómez Zorrilla se desempeñaba como alcalde del Cabildo de Salta al llegar a la ciudad de Salta las noticias del estallido de la Revolución de Mayo de 1810 en la ciudad de Buenos Aires y de la formación de la Primera Junta de gobierno.
Como tal, Gómez Zorrilla integró el cabildo del 19 de junio que resolvió la adhesión de la Intendencia de Salta a la Primera Junta y su posición a favor de la causa le valió incluso ser puesto en prisión por orden del gobernador intendente Nicolás Severo de Isasmendi, siendo liberado a la llegada de Feliciano Antonio Chiclana, auditor del Ejército Auxiliar del Perú y nuevo gobernador intendente de Salta.
Juana Manuela Torino, al igual que su hijo Manuel Antonio Acevedo, adhirió fervientemente a la causa patriota.
Por su parte, su esposo que había adherido inicialmente al movimiento cambió radicalmente su posición.
En ocasión de recibir en 1812 una carta de su hijo en la que defendía los ideales independentistas, Mateo Gómez Zorrilla se expresó en viva voz contra la causa. Su pequeño hijo Prudencio José lo oyó y dio mueras al comandante realista José Manuel Goyeneche y vivó a su patria. El padre lo llamó entonces "patriota" con el ánimo de insultarlo, a lo que su hijo respondió «si lo soy, y mi señora madre también lo es y usted no nos lo podrá quitar».
Tras vencer en las batallas de Vilcapugio y Ayohuma el general realista Joaquín de la Pezuela ocupó la ciudad de Salta. Numerosas mujeres salteñas de todos los rangos sociales
constituyeron una eficaz red de espionaje al servicio de la resistencia patriota encabezada por Martín Miguel de Güemes. 
Entre ellas se encontraban Juana Torino, Juana Moro María Loreto Sánchez Peón, Gertrudis Medeiros, Celedonia Pacheco y Melo, Magdalena Güemes, María Petrona Arias, Martina Silva de Gurruchaga y Andrea Zenarrusa.
El mismo Pezuela informaría al virrey del Perú en una comunicación interceptada por los patriotas que "Los gauchos nos hacen casi con impunidad una guerra lenta pero fatigosa y perjudicial. A todo esto se agrega otra no menos perjudicial que es la de ser avisados por horas de nuestros movimientos y proyectos por medio de los habitantes de estas estancias y principalmente de las mujeres, cada una de ellas es una espía vigilante y puntual para transmitir las ocurrencias más diminutas de éste Ejército."
Vivía aún en octubre de 1823, cuando su hijo Prudencio José Zorrilla partió de Salta para ejercer el derecho en la ciudad de Buenos Aires. En Buenos Aires el doctor Prudencio José Zorrilla ejerció con éxito la carrera de derecho abocado a conocidas causas criminales. Allí, en abril de 1842 fue degollado por la Mazorca, a media tarde y en su casa, situada en la Plaza de la Victoria, sin «más delito para morir que el haber pedido doña Manuela la venia á su padre para casarse».
Su hijo Prudencio recordaría que su casa «era de continuo una academia de político-literatos, tales como puede presentarlos Salta, compuesta de doctores, teólogos, algunos clérigos y frailes».
Su primer hijo, Manuel Antonio Acevedo, sería diputado por la provincia de Catamarca al Congreso de Tucumán en 1816. Allí sería quien propondría en la sesión del 12 de julio el nombramiento de un monarca descendiente de Incas. Fue presidente del congreso tras su traslado a Buenos Aires, secretario de la Sala de Representantes de esa provincia, autor de la Constitución catamarqueña de 1823 y constituyente en 1824.